# لوك رايلي
لوك رايلي (مواليد 23 نوفمبر 1995) هو سبّاح كندي، مثّل بلاده في الألعاب الأمريكية 2015.

## روابط خارجية
لوك رايلي على موقع الاتحاد الدولي للسباحة (الإنجليزية)
- لوك رايلي على موقع SwimRankings.net (الإنجليزية)
- لوك رايلي على موقع اللجنة الأولمبية الكندية (الإنجليزية)
- لوك رايلي على موقع اتحاد ألعاب الكومنولث (مؤرشف) (الإنجليزية)